# Théo Mertens
Théo Mertens (Balen, 30 de juliol de 1941) va ser un ciclista belga, professional des del 1963 fins al 1970.

## Palmarès en ruta
- 1964
  - 1r al Circuit Escaut-Dendre-Lys
- 1965
  - Vencedor d'una etapa al Critèrium del Dauphiné Libéré
  - Vencedor d'una etapa al Tour del Nord
- 1966
  - 1r als Quatre dies de Dunkerque i vencedor de 2 etapes

### Resultats a la Volta a Espanya
- 1967. 67è de la classificació general

## Palmarès en pista
- 1966
  -  Campió de Bèlgica en Persecució